# Lewadne (Polohy)
Lewadne (ukrainisch Левадне; russisch Левадное Lewadnoje) ist ein ukrainischer Ort im  Rajon Tokmak in der Oblast Saporischschja. Er geht auf das russlandmennonitische Dorf Tiegenhagen  zurück.

## Tiegenhagen
Tiegenhagen wurde 1805 südlich des Flusses Molotschna zwischen den kurz vorher gegründeten Dörfern Muntau und Schönau angelegt und von 21 flämischen Mennonitenfamilien aus Westpreußen besiedelt. Der Dorfname bezieht sich auf Tiegenhagen, heute Cyganek. Die Neusiedlung war Teil eines Chutor, eines russischen Gehöfts, dessen Besitzer umgezogen waren. 1832 wurden Wäldchen gepflanzt. 1869 gab es hier 19 Vollwirtschaften, vier Halbwirtschaften und 23 Kleinwirtschaften. 1908 gab es zwei Mühlen, eine Wagenfabrik, eine Ziegelei und eine Messinggießerei In der Mitte gab es eine Schule, am nördlichen Rand eine Kirche der Mennonitenbrüder. Die verbliebenen Bewohner flüchteten 1943 mit dem Abzug der deutschen Truppen.